# Cipocereus minensis
Cipocereus minensis es una especie de planta suculenta perteneciente al género Cipocereus, dentro de la familia Cactaceae. Es endémica del sudeste de Brasil. 

## Descripción

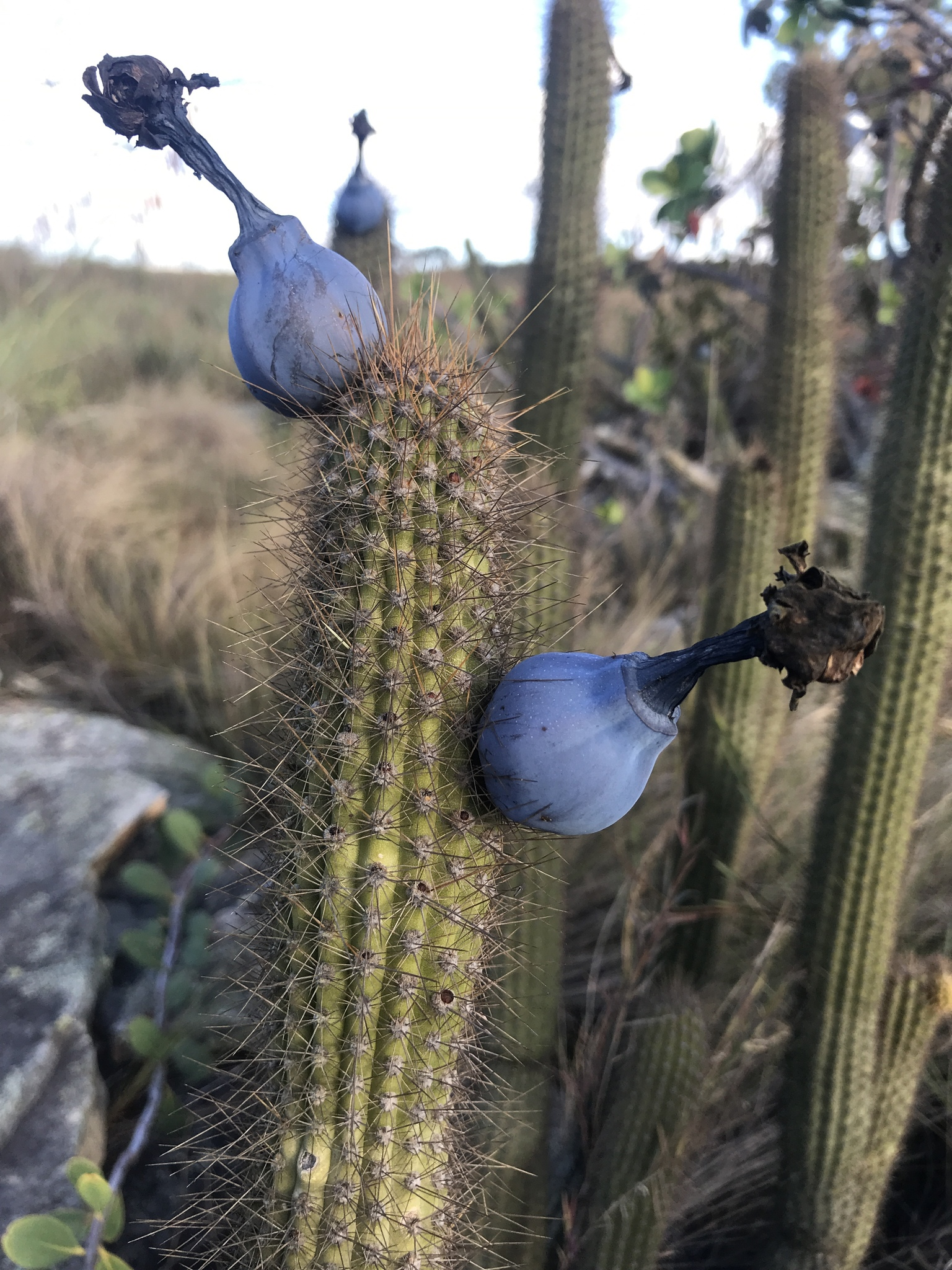
Detalle del tallo con frutos

Cipocereus minensis es una especie de cactus que crece como un arbusto, con tallos verdes, columnares y ramificados. Alcanza alturas de hasta 2 m y de 2 a 5 cm de diámetro.
Presenta de 10 a 16 costillas redondeadas en las que se asientan areolas redondas cubiertas de lana blanca o pardusca. De ellas emergen inicialmente espinas de color blanco grisáceo o amarillento, las cuales se oscurecen con el tiempo. Entre ellas se distinguen de 1 a 4 espinas centrales (o más) de hasta 2,5 cm de largo, y de 8 a 16 espinas marginales de 1 a 2 cm de largo.
Las flores son de color crema a blanco verdoso y nocturnas. Miden hasta 5 cm de largo y 3 cm de diámetro. Los frutos son esféricos cuando están maduros y tienen la piel lisa y de color azul.

## Distribución y hábitat
El área de distribución nativa de esta especie es el sudeste de Brasil (concretamente en el estado de Minas Gerais) y crece principalmente en el bioma tropical estacionalmente seco.

## Taxonomía
La primera descripción de esta especie fue como Cereus minensis, publicada en 1933 por el botánico alemán Erich Werdermann en el libro Brasilien und seine Sauelenkakteen: 93.
Más tarde, el botánico alemán Friedrich Ritter trasladó la especie al género Cipocereus, por lo que pasó a llamarse Cipocereus minensis. Registró estos cambios en el libro Kakteen in Südamerika 1: 57, publicado en 1979.
Etimología
- Cipocereus: nombre genérico que deriva de la combinación de las palabras cipo (que hace referencia a la Sierra del Cipó en el estado brasileño de Minas Gerais, lugar donde se ubica una de la especies) y la palabra latina cereus (que se traduce como 'vela' o 'cirio'), haciendo alusión a su forma alargada perfectamente recta.[7]
- minensis: epíteto geográfico que hace referencia al estado brasileño de Minas Gerais, lugar donde se describió la especie.[8]

### Subespecies
Actualmente se distinguen dos subespecies:
| Imagen | Subespecie                                               | Descripción                                                      | Distribución                     |
| ------ | -------------------------------------------------------- | ---------------------------------------------------------------- | -------------------------------- |
|        | Cipocereus minensis subsp. leiocarpus N.P.Taylor & Zappi | Suelen tener frutos más grandes y con una forma más redondeada.  | Sudeste de Brasil (Minas Gerais) |
|        | Cipocereus minensis subsp. minensis                      | Tiende a tener frutos más pequeños y con una forma más alargada. | Sudeste de Brasil (Minas Gerais) |

## Estado de conservación
En la Lista Roja de Especies Amenazadas de la UICN, la especie está clasificada como de “Preocupación Menor (LC)”.

## Usos
Se cultiva principalmente como planta ornamental y su propagación se realiza a través de esquejes o semillas.

## Galería

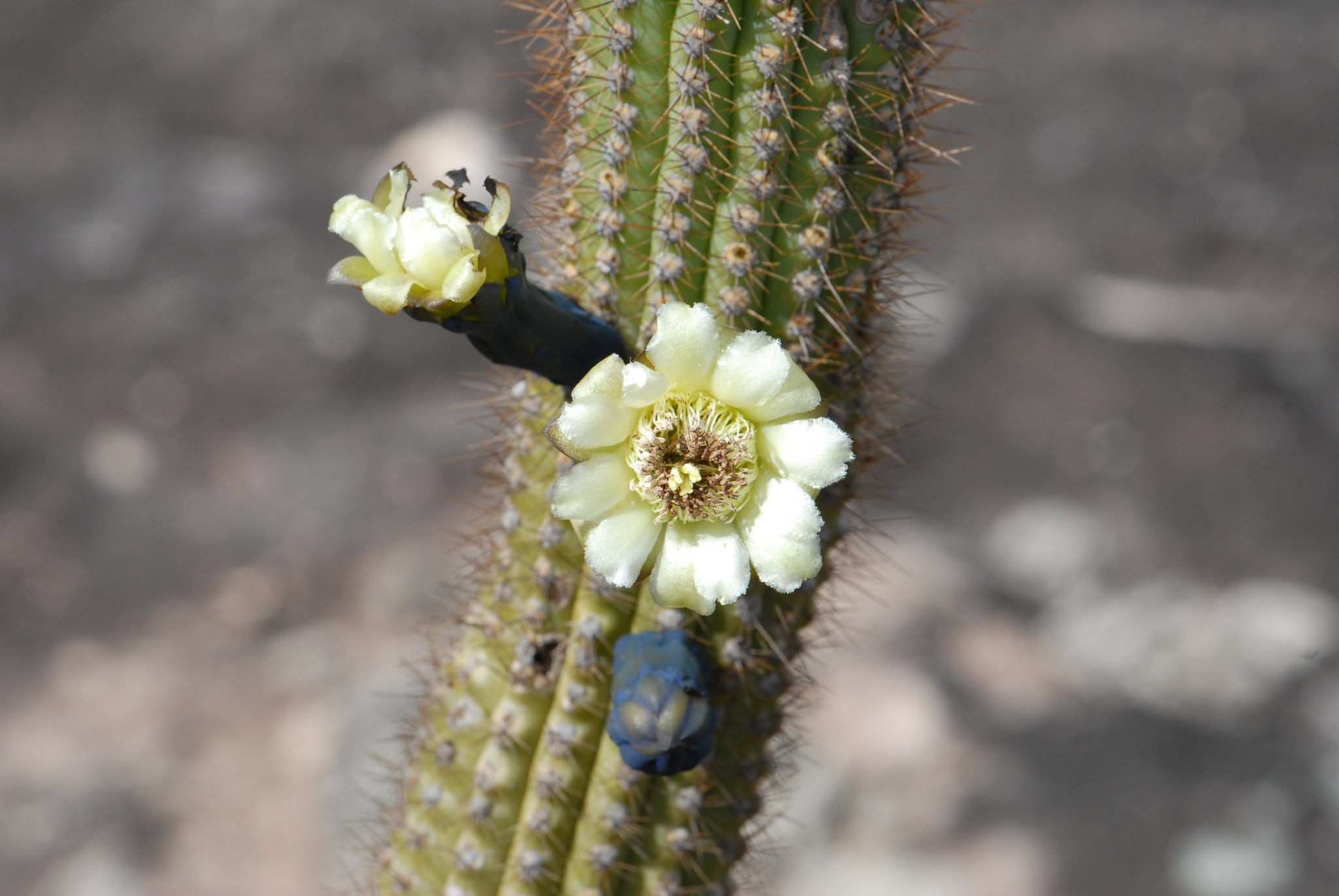
Detalle de la flor de Cipocereus minensis subsp. leiocarpus
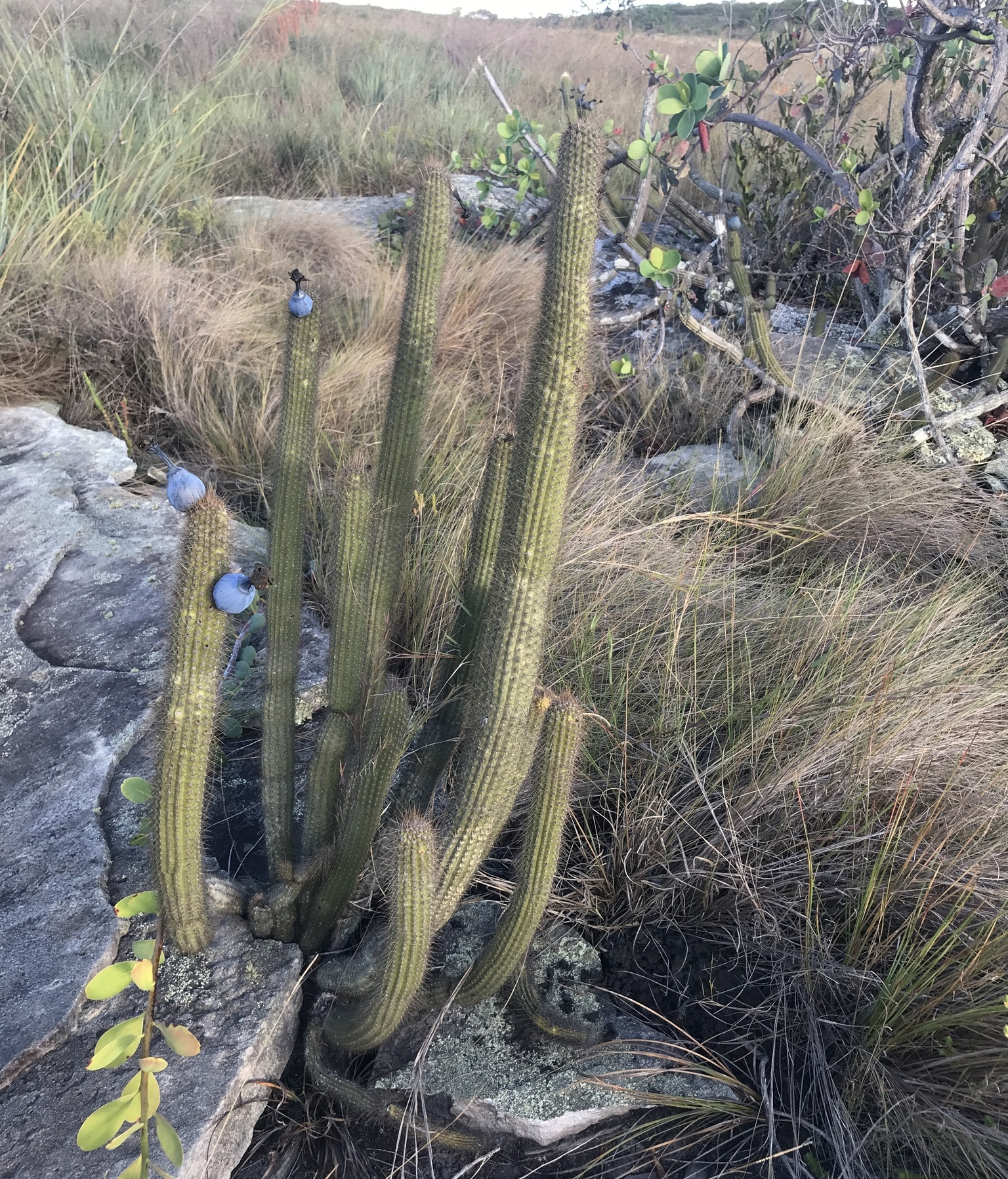
Porte de la planta
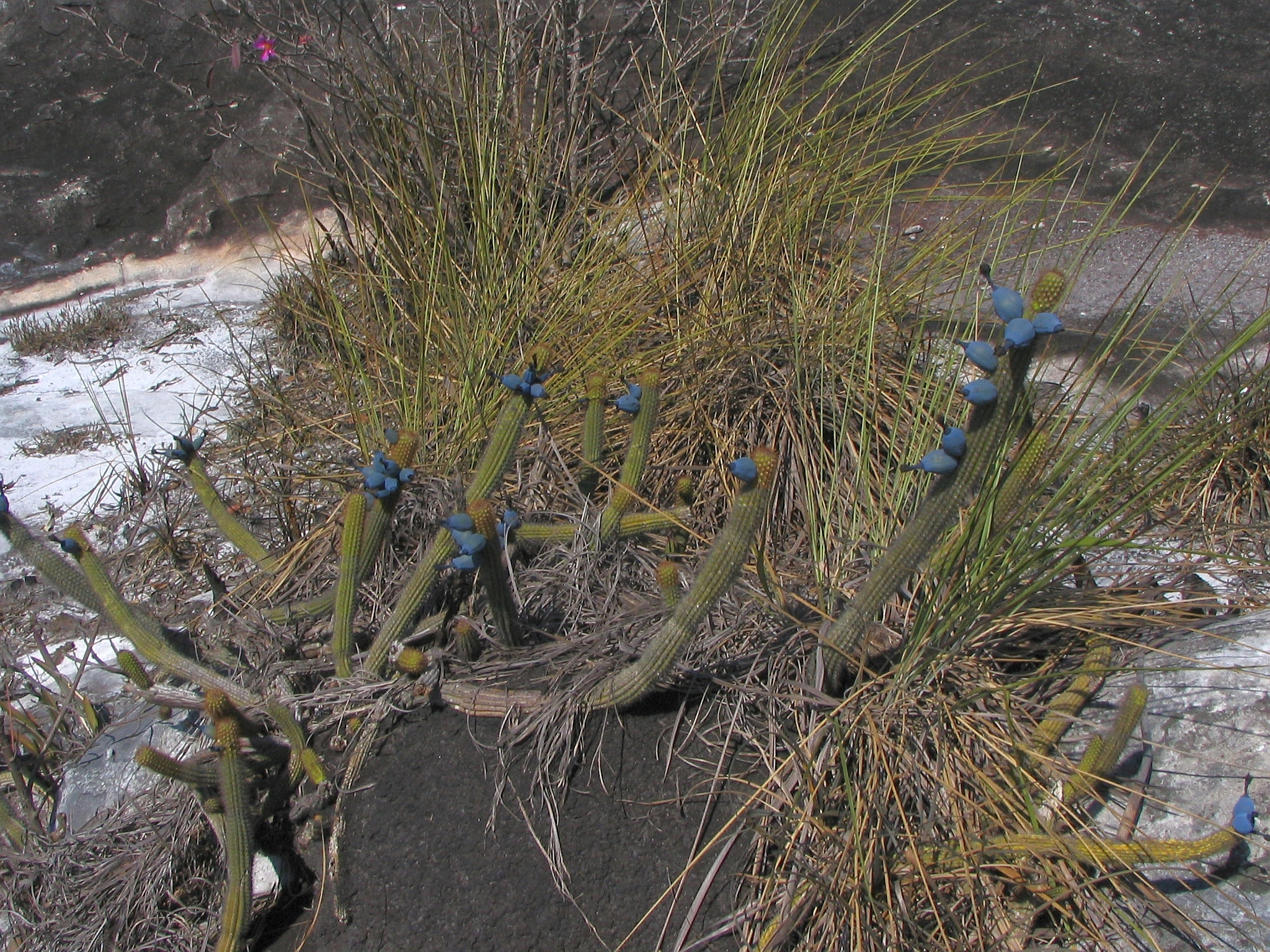
Planta en su hábitat
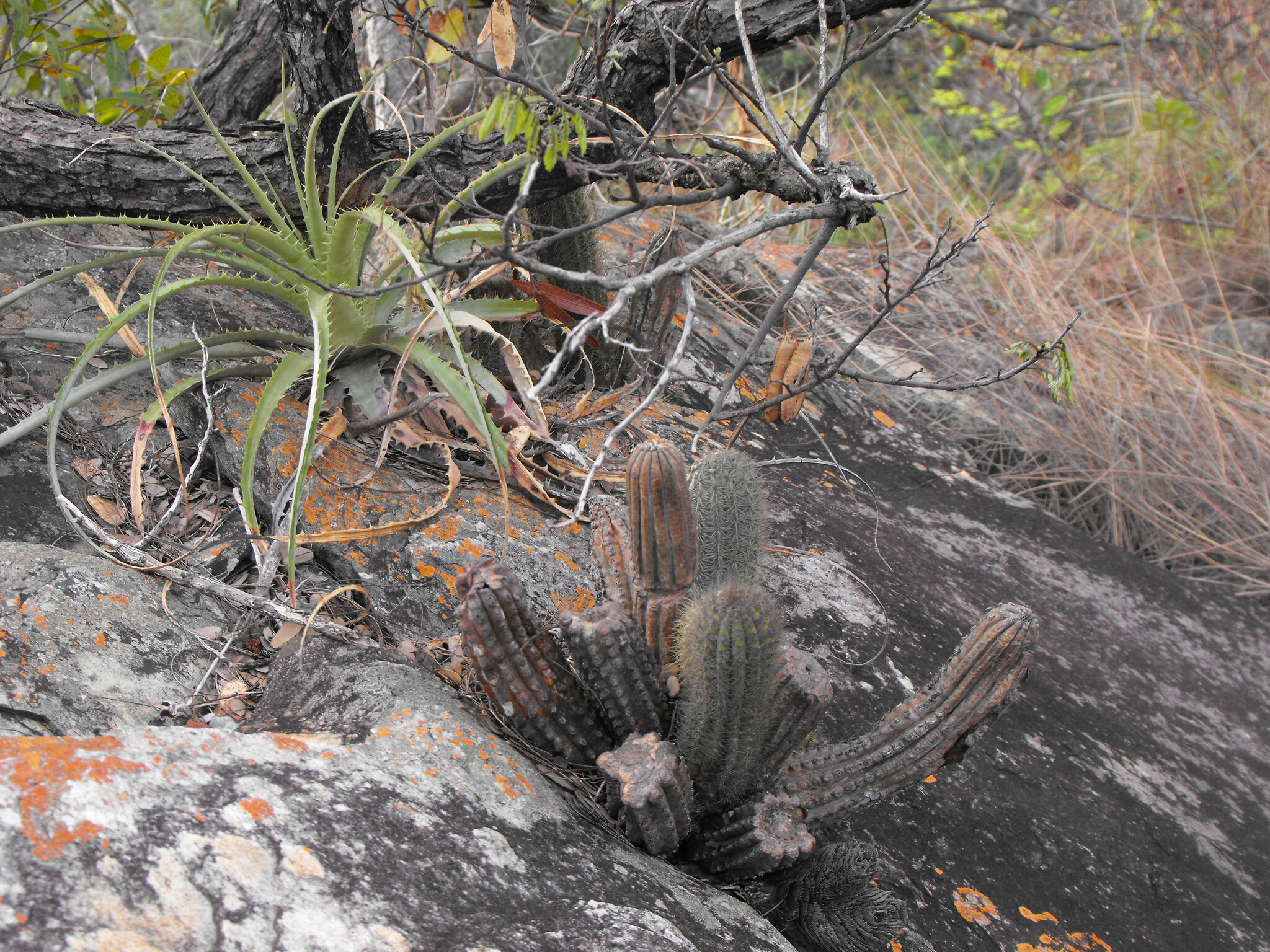
Planta creciendo en la grieta de una roca
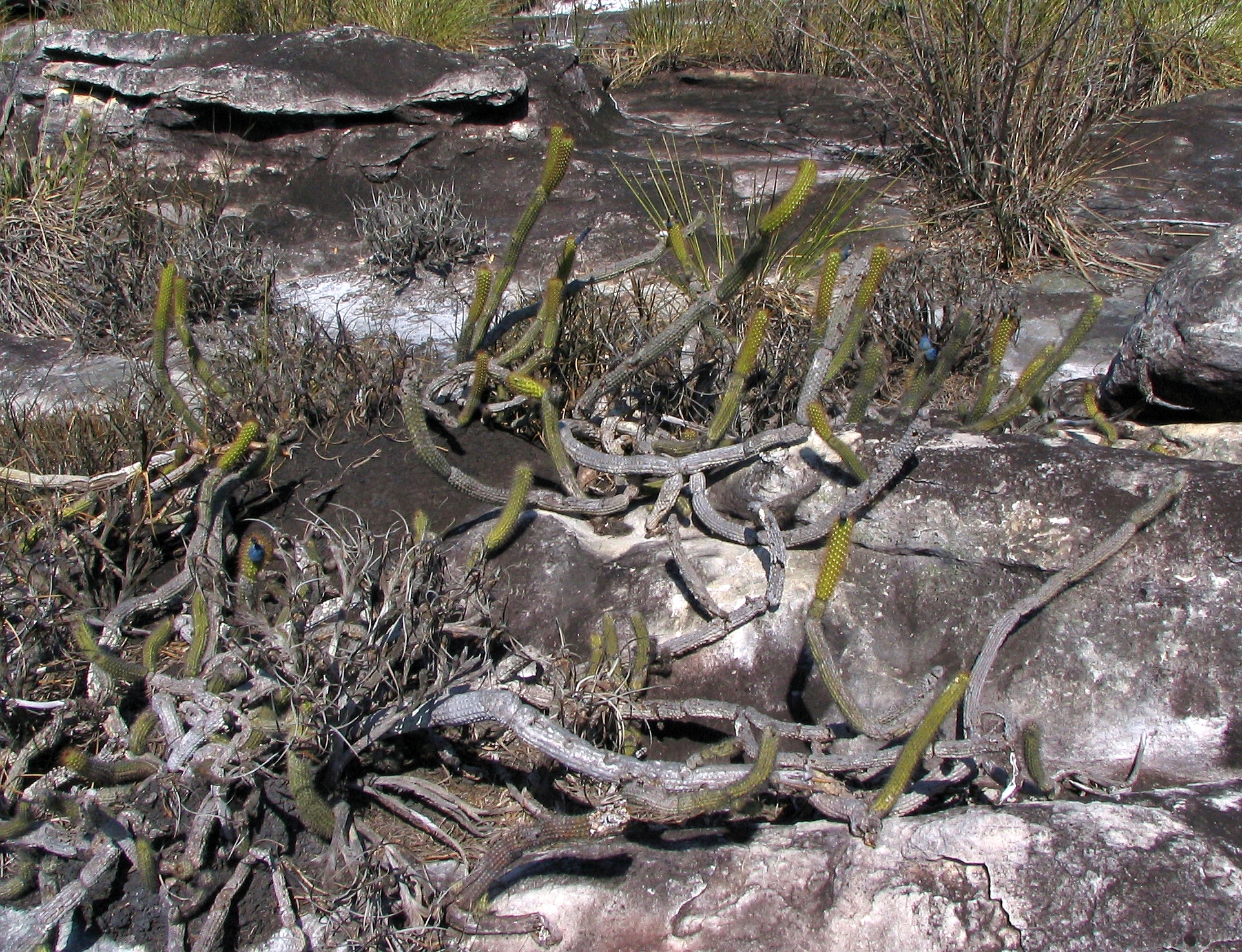
Planta en su hábitat